# Лагранж, Жозеф (генерал)
Не следует путать с математиком Жозефом Луи Лагранжем.
Жозеф Лагранж (фр. Joseph Lagrange; 1763—1836) — французский военный деятель, дивизионный генерал (1800 год), граф (1810 год), пэр (1831 год), участник революционных и наполеоновских войн. Имя генерала выбито на Триумфальной арке в Париже.

## Биография

### Происхождение и начало военной службы
Сын зажиточного торговца Армана Лагранжа (фр. Armand Lagrange; 1732—1811), мэра Лектура, и его жены Марианны Барсье (фр. Marianne Barciet; 1730—1823). 22 июня 1791 года поступил в революционную армию во 2-й батальон волонтёров родного департамента Жер, и был избран капитаном гренадеров. С 1792 по 1795 годы служил в рядах Пиренейской армии. 17 июля 1793 года сражался в окрестностях Перпиньяна. 10 августа 1793 года на поле боя был произведён в командиры батальона. 30 апреля 1794 года захватил два редута в битве при Булу. 10 июня 1794 года произведён представителями народа при Армии Восточных Пиренеев во временные полковники штаба. 13 июня 1795 года был утверждён в этом звании и назначен начальником штаба генерала Акена. 12 октября 1795 года Пиренейская армия была распущена.

### Служба под началом Бонапарта
6 октября 1797 года зачислен в состав Итальянской армии. С 7 ноября 1797 года без служебного назначения. 10 февраля 1798 года вернулся в строй и отбыл в Лион, где присоединился к генералу Ланну. 14 марта 1798 года зачислен в состав Восточной армии генерала Бонапарта, и 19 мая отплыл из Тулона в Египет. 2 июля принимал участие во взятии Александрии, затем Даманхура и Эр-Рахмании. 14 июля 1798 года Бонапарт произвёл Лагранжа в бригадные генералы на поле битвы при Шубрахите. 23 июля вошёл в Каир во главе авангарда армии. 11 августа сражался при Салахиехе. 13 августа был зачислен в дивизию Ренье. 21 и 22 октября участвовал в подавлении восстания в Каире. 7 января 1799 года оккупировал Катиех. Принимал участие в Сирийской экспедиции. 9 февраля находился в битве и при взятии Эль-Ариша. Участвовал в осаде Акры. 12 июля преследовал мамлюков в оазисе Себабяр. 20 марта 1800 года под началом Ренье сражался при Гелиополисе, и сразу после битвы был отправлен против повстанцев Каира. 25 апреля подавил выступления. Его достижения на поле боя были столь значительны, что 23 сентября 1800 года Лагранж был произведён в дивизионные генералы и был назначен начальником штаба генерала Мену, главкома Восточной армии. В апреле 1801 года послан в Эр-Рахманию. 9 мая был изгнан из Эль-Афта. Эвакуировал Рахманию и отступил в Каир, куда прибыл 13 мая. Сражался при Эль-Менаире 16 мая. 27 июня капитулировал в Каире. 12 октября вернулся во Францию.

### Служба с 1801 по 1807 годы
18 декабря 1801 года был назначен командующим 14-го военного округа в Кане. 27 апреля 1802 года стал генеральным инспектором жандармерии. 25 ноября 1802 года был ответственным за умиротворение Перша. 1 февраля 1804 года стал командующим расквартированием в Сенте. 6 октября 1804 года возглавил экспедицию против британских колоний на Антильских островах. 23 декабря погрузился на корабли флота адмирала Миссиесси и 11 января 1805 года покинул Иль-д'Экс. Высадившись 23 февраля 1805 года в Розо, столице Доминики, он захватил корабли в порту, гарнизон, его артиллерию и припасы, а затем удалился, уничтожив укрепления и склады. 29 марта отплыл с Миссиесси во Францию. 20 мая 1805 года высадился в Рошфоре. 22 сентября 1805 года был зачислен в лагерь Сент-Омер. 11 ноября был назначен командиром 1-й дивизии Северной армии генерала Коло. 15 марта 1806 года стал инспектором жандармерии четырёх северных департаментов. 22 сентября 1806 года возглавил 2-ю пехотную дивизию 8-го армейского корпуса маршала Мортье Великой Армии. 4 ноября стал губернатором Гессен-Касселя. Лагранж был членом комитета, организовавшего вассальное Наполеону Вестфальское королевство из земель, отобранных у враждебных Наполеону немецких владетелей. 7 декабря 1807 года Лагранж стал временным военным министром этого королевства и начальником штаба французских войск на его территории. 14 декабря оставил должность министра.

### Испанская кампания 1808 года
В 1808 году Лагранж был вызван Наполеоном в Испанию для участия в Пиренейской войне. 9 апреля 1808 года стал комендантом Виттории. 8 ноября сменил генерала Биссона во главе пехотной дивизии в составе 6-го корпуса маршала Нея Армии Испании. Участвовал в атаке на Ласканти 18 ноября, после чего преследовал противника до Террачины. 23 ноября, в составе войск маршала Ланна, он внёс свой вклад в победу французов в битве при Туделе, где испанский генерал Кастаньос понёс значительные потери. Сам генерал Лагранж в ходе сражения был серьёзно ранен пулей в руку, и на следующий день заменён во главе дивизии генералом Матьё. 9 декабря 1808 года получил разрешение вернуться во Францию. 18 декабря был назначен комендантом Аранды.

### Кампании 1809-11 годов
15 января 1809 года отозван в Париж. 21 марта 1809 года назначен командующим 16-го военного округа в Лилле, однако вынужден был отказаться от назначения по состоянию здоровья. 19 июня Лагранж возглавил 3-ю пехотную дивизию резервного корпуса генерала Жюно Армии Германии. 11 августа его дивизия стала 2-й в 8-м корпусе Жюно. 28 ноября вновь переведён в Испанию. 26 апреля 1810 года генерал Лагранж был возведён в достоинство графа Империи. 29 мая 1810 года, после роспуска его дивизии, Лагранж стал командующим провинции Саламанка. 10 июля 1810 года был временно включён в состав 6-го корпуса Армии Португалии. 3 августа ему было разрешено отправится на воды в Бареж. 13 сентября сменил генерала Себастьяни во главе 1-й пехотной дивизии 4-го корпуса Армии Испании, но так и не возглавил подразделение, и с 14 января 1811 года находился в отпуске по выздоровлению.

### Кампании 1811-14 годов

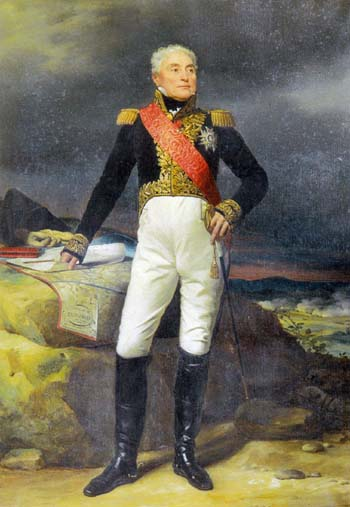
Портрет работы Мишеля Мартена Дроллинга, 1824.

18 марта 1811 года возглавил мобильную колонну для поиска дезертиров и уклонистов в 9-м и 10-м военных округах. 9 апреля 1812 года стал командиром 1-й резервной дивизии 9-го корпуса маршала Виктора Великой Армии. 4 июля его дивизия получил была направлена в Кёнигсберг, куда прибыла 11 июля. 22 июля дивизия стала называться маршевой. В дальнейшем дивизия двигалась в Россию вслед за 9-м армейским корпусом маршала Виктора. 11 ноября стал губернатором Кёнигсберга вместо генерала Луазона. 13 января 1813 года возглавил 2-ю пехотную дивизию наблюдательного корпуса Богарне. 18 января стал командиром 3-й дивизии Эльбского наблюдательного корпуса Лористона. В марте служил в Ганновере. 17 марта оккупировал Люнебург. 31 марта его дивизия получила 18-й порядковый номер в 5-м корпусе Лористона. В апреле передан в распоряжение Вандамма. 28 апреля под началом Лористона участвовал во взятии Галле. 2 мая сражался у Лейпцига, 19 мая у Айхберга, 21-22 мая у Баутцена и 31 мая Нойкирха. 1 июля сменил генерала Боне во главе генерал 21-й пехотной дивизии сперва во 2-м, затем в 6-м корпусе маршала Мармона, участвовал 26 августа в битве при Дрездене и 16-19 октября при Лейпциге. Он также отличился во французской кампании 1814 года на территории Шампани, особенно при Ла-Ротьере 1 февраля, при обороне моста в  Роне 2 февраля и в битве при Шампобере 10 февраля 1814 года, где был тяжело ранен в голову. 14 февраля сражался у Вошана, 2 марта у Ме-ан-Мюльтьена и 30 марта у Парижа.

### На службе Бурбонов
После первого отречения Наполеона, 8 мая 1814 года Лагранж стал инспектором жандармерии 12-го военного округа. 18 июля получил должность генерального инспектора жандармерии. Во время «Ста дней» удалился в Жизор. С 4 сентября 1815 года занимался инспекцией жандармерии западных департаментов. 20 сентября 1817 года он был избран депутатом нижней палаты французского парламента от родного департамента Жер, и примкнул к роялистам. 22 июля 1819 году был вновь назначен генеральным инспектором жандармерии 16-го военного округа. 20 декабря 1820 года вошёл в консультативный комитет жандармерии. С 1 марта 1823 года без служебного назначения. 29 июня 1825 года вновь генеральный инспектор жандармерии. 24 декабря снова вошёл в комитет жандармерии. 15 мая 1826 года оставил посты.
Лаграж не принимал никакого участия в Июльской революции 1830 года. Тем не менее, новый король Луи-Филипп сделал его членом палаты пэров 9 ноября 1831 года. 5 апреля 1832 года Лагранж вышел в отставку с военной службы, но продолжал участвовать в заседаниях верхней палаты в качестве пэра вплоть до своей кончины.
Скончался генерал 16 января 1836 года в Париже. В январе 2002 года казарме жандармерии Оша было присвоено имя «Генерал Лагранж».

## Брак и дети
6 ноября 1802 года генерал Лагранж женился в Париже на Марие де Талуэ-Бонамур (фр. Marie Françoise Jeanne de Talhouet-Bonamour; 1786—1849). Она была старшей дочерью Луи Селеста де Талуэ-Бонамура (фр. Louis Céleste Frédéric de Talhouet, Marquis de Talhouet; 1761—1812), маркиза де Талуэ, бывшего военного. В браке родились:
- Наполеон Жозеф (фр. Napoléon Joseph; 1804—1812).
- Каролина Элизабет (фр. Caroline Élisabeth; 1806—1870), в 1824 году вышла замуж за Луи Алексиса Номпера де Шампаньи (1796—1870), 2-го герцога Кадорского, сына Жан-Батиста Номпера де Шампаньи.
- Матильда Луиза (фр. Mathilde Louise; 1809—1873) в 1826 году вышла замуж за Наполеона Бессьера (1802—1856), 2-го герцога Истрийского, сына маршала Бессьера.
- Эмма (фр. Émilie Augustine Marie; 1810—1876), вышла замуж за графа Шарля Феррона де ла Ферроне (1805—1863), сына посла Франции в России.
- Фредерик (фр. Frédéric Joseph Barthélémy; 1815—1883), в 1850 году женился на Эмилии Рике де Караман (1832—1851), дочери графа Жозефа Рике де Карамана, князя Шиме (из старой аристократии; 1808—1886), потомства не оставил.

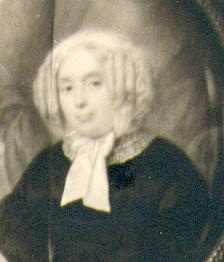
Мари де Талуэ-Бонамур, жена.
Каролина Элиза, герцогиня Кадорская, дочь.
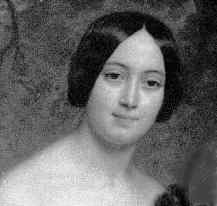
Эмма Лагранж, графиня Феррон ле ла Ферроне, дочь.
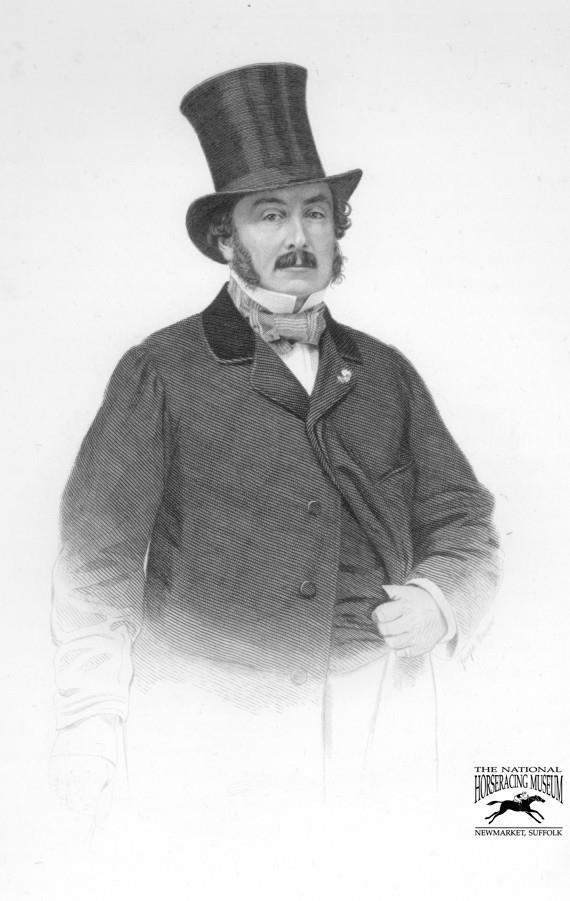
Граф Фредерик Лагранж, сын.

## Воинские звания
- Капитан (22 июня 1791 года);
- Командир батальона (10 августа 1793 года);
- Полковник штаба (10 июня 1794 года, утверждён 13 июня 1795 года);
- Бригадный генерал (14 июля 1798 года, утверждён 17 марта 1799 года);
- Дивизионный генерал (23 сентября 1800 года, утверждён 29 марта 1801 года).

## Титулы
- Граф Лагранж и Империи (фр. comte Lagrange et de l'Empire; декрет от 3 декабря 1809 года, патент подтверждён 26 апреля 1810 года в Компьене)[2][3];
- Пэр Франции (фр. pair de France; 19 ноября 1831 года).

## Награды
Легионер ордена Почётного легиона (11 декабря 1803 года)
 Великий офицер ордена Почётного легиона (14 июня 1804 года)
 Кавалер военного ордена Святого Людовика (27 июня 1814 года)
 Большой крест ордена Почётного легион (1 мая 1821 года)